# Aksiom unije
Aksiom unije jedan je aksioma Zermelo-Frankelove teorije skupova. On tvrdi sljedeće: Ako je X skup, onda je klasa koju tvore svi elementi svih elemenata skupa X također skup.
Simbolički: (∀x)(∃y)(∀z) z ∈ y ako i samo ako (∃a) (z ∈ a i a ∈ x).